# Sparkær Station
Sparkær Station er en station på Langå-Struer-banen, der ligger i Sparkær i Viborg Kommune. Stationen består af et spor og en perron med læskur. Den betjenes af Arrivas tog mellem Aarhus og Struer.
Den første station i Sparkær blev åbnet sammen med banen i 1865 men nedlagt i 1979. Den nuværende station blev åbnet i 2022.

## Historie
Den første station i Sparkær åbnede 17. oktober 1865 sammen med banen mellem Viborg og Skive. Ved planlægningen af banen havde det ellers været på tale at placere stationen i Mønsted af hensyn til kalkbrænderierne der. Men det ønskede beboerne ikke, da de frygtede ihjelkørsler af dyr og mennesker. Derefter ønskede Jernbanekommissionen at placere stationen ved Lundgaard vest for Sparkær. Men det ville gårdejeren heller ikke have, da denne forudså, at der så også ville komme en kro, hvor hans folk ville sidde og drikke. Så endte stationen i Sparkær, hvor der kun var nogle mindre gårde og huse på det tidspunkt.
Stationsbygningen blev opført i to etager. I stueetagen var der ventesale, dametoilet, stationskontor og billetsalg. På førstesalen var der tjenestebolig for en stationsforvalter med køkken, spisekammer, stuer og soveværelser. På loftet var der et til værelse. Andre bygninger på stationsområdet omfattede toiletbygning, signalhus, pakhus, vandtårn og kolonnehus. Udover jernbanedriften var der post- og telegrafekspedition på stationen. Fra 1878 kom der gående landpost fra stationen. Godstrafikken blev domineret af forsendelse af tørv fra de omkringliggende moser, efter at produktionen af det blev mekaniseret i 1880'erne. Frem til 1920'erne betød det, at Sparkær var den station med næstmest afsendt vognladningsgods på strækningen.
I april 1901 blev Sparkær Station involveret i en politisk sag, da ministeren for offentlige arbejder, højremanden Christian Juul-Rysensteen, fik trafikassistenten Vilhelm Ohlsson forflyttet dertil fra København. På den tid kunne jernbanefolk blive forflyttet efter behov eller som følge af tjenstlige forseelser. Men Vilhelm Ohlsson, der var formand for den faglige organisation Jernbaneforeningen, havde været stiller for en Venstremand. Og ministeren mente ikke, at statsbanernes folk skulle blande sig i politik. Men forflyttelsen førte til en omfattende debat i både Folketinget og aviserne, hvoraf de østdanske opfattede Sparkær som et ganske øde sted. Det imidlertid med, at der kom en ny regering efter Systemskiftet senere på året, hvorefter Vilhelm Ohlsson blev forflyttet tilbage.
I 1950'erne var der stationeret en stationsmester og to trafikekspedienter i Sparkær, så der var bemanding i hele driftstiden. Men DSB ønskede at spare på landstationer som denne, da mængden af både gods og passagerer var faldet. Da banen blev moderniseret med nye spor, nye sikringsanlæg og fjernstyring i 1960'erne, blev det desuden vurderet, at Sparkær kunne undværes som krydsningsstation. I 1964 ønskede stationsmesteren så ydermere at gå på pension. Postvæsenet ville også nedlægge deres ekspedition, for da postbudene nu fik biler, kunne postudbringelsen klares fra Viborg. Bommene ved overkørslen, der havde været betjent manuelt, blev erstattet af et automatisk bomanlæg. Herefter blev Sparkær så nedsat til trinbræt 31. maj 1964.
Passagererne kunne stadig tage toget til og fra Sparkær, og til at begynde med kunne de også stadig benytte ventesalen i stationsbygningen. Men bygningen blev solgt fra, så fra 17. april 1967 måtte passagerne klare sig med et læskur. Ved sommerkøreplanen 27. maj 1979 blev der indført timedrift med faste minuttal på strækningen. For at reducere rejsetiden blev de mindst benyttede stationer nedlagt i den forbindelse, heriblandt Sparkær.
Den nuværende station blev til efter et forlig i Folketinget i 2017, der muliggjorde betjening af fem nye stationer, hvis de blev bygget. Viborg Kommune afsatte 10,1 mio. kr. til anlæggelsen af en ny station i Sparkær og efterfølgende yderligere to millioner. Byens borgere indsamlede selv 157.000 kr. For dem betød stationen nemlig, at transporttiden til Viborg kom ned på 8 minutter mod 35 med bus. Noget der ville være til gavn for studerende, og som også ville kunne gøre det mere attraktivt at bo i byen. Det var meningen at stationen skulle være etableret i løbet af 2021, men det måtte udskydes som følge af etablering af nyt signalsystem på strækningen. I stedet kom stationen til at åbne ved køreplansskiftet 11. december 2022 med indvielse af borgmester Ulrik Wilbek senere samme dag.